# ムルチ
ムルチは、特撮テレビドラマ『帰ってきたウルトラマン』をはじめとするウルトラシリーズに登場する架空の怪獣。別名は巨大魚怪獣（）。
四肢を持ち二足歩行する魚のような姿をした怪獣であり、サケの成魚のように口吻が湾曲している。

## 『帰ってきたウルトラマン』に登場するムルチ
『帰ってきたウルトラマン』第33話「怪獣使いと少年」に登場。
魚類と動物の中間生物である怪獣。腕、脚、尾に水色の斑点模様がある。川崎の河原に激しい雨とともに出現して暴れていたところ、善良な宇宙人であるメイツ星人の超能力で高速道路付近の河原の地底に念動力で封印されていたが、公害による大気汚染で衰弱したメイツ星人が宇宙人を恐れる民衆から少年の良を助けようとして警官に射殺されたため、封印が解けて復活する。
武器は口から吐く高熱の強力な破壊光線や、ビルを叩き壊せる怪力に長い尻尾と両腕の巨大なヒレ。復活後は人間たちを襲い、周囲の工場を壊滅させる。その惨状を自業自得と評して応戦を拒むものの変身した郷秀樹=ウルトラマンジャックとの戦いでは、怪力を活かした張り手などで善戦するが、最後はウルトラリフターで炎上する建造物の中へ投げ込まれ、スペシウム光線で撃破される。
- スーツアクターは遠矢孝信と記載されている資料もあるが[9]、遠矢は『スペクトルマン』の九州ロケに参加していたため、当時所属していたジェファーの若手が演じたと証言している[10]。
- デザインは熊谷健[出典 7]。頭部はサケがモチーフ[出典 8]。デザイン画では体表に模様が存在した[11]。
- 予告編では「必殺ブレスレットが飛ぶ」と告知されているが、本編ではウルトラブレスレットは使われていない。
- 2020年1月25日には、テアトル新宿にて開催されたオールナイト映画祭イベント「コアチョコ映画祭 HARDCORE CHOCOLATE GRINDHOUSE'20」で本話が上映された[14]ほか、同イベントの開催を記念してムルチのTシャツがハードコアチョコレートから発売された[15]。

## 『ウルトラマンA』に登場するムルチ（二代目）
『ウルトラマンA』第7話「怪獣対超獣対宇宙人」、第8話「太陽の命！ エースの命！」に登場。
体色は、青色だった初代ムルチとは異なり銀色に輝いている。怪力や長い尻尾を武器とし、第7話でドラゴリーとメトロン星人Jr.にAが苦戦しているところに突如白煙と共に地底から出現して参戦すると、弾き飛ばされたAに体当たりを行い、3体で共にAを追いつめる。だが、第8話の冒頭でAへの突進を誤ってドラゴリーに激突し、逆上されて投げ飛ばされた後、下顎から腹を2つに引き裂かれたうえに左足をもぎ取られ、惨殺される。
- 初代ムルチと比べて体形は痩せており、シルバー系の体色、目つき、尻尾の先が魚の尾鰭（）のような形状をしているなどの違いがある。
- 地中から出現した理由は不明で、妖星ゴランの接近によって目覚めたという説[17]がある。
- VCやDVDで発売された『ウルトラ怪獣大百科 ウルトラマンA編』のナレーションの解説では初代ムルチの同族、『続ウルトラマン大百科』（ケイブンシャ・1979年）212頁や『週刊 ウルトラマンオフィシャルデータファイル』No.86-12では鰭が小さいことから初代ムルチの息子と記述されている。
- 脚本の段階では登場する怪獣はシーゴラスだったが、ムルチに変更された[21]。
- 着ぐるみは、前作の撮影終了後にイベントなど多方面で使用されていた現物を借り受けたものであるが、八つ裂きにしたことで使い物にならなくなってしまったため、スタッフはイベント担当セクションから厳しく叱責されたという[21]。
- 『ウルトラマンメビウス』第25話では、ムルチ二代目としてドキュメントTACに記録されており、本作品でドラゴリーに惨殺されたことをテッペイが語っている。

## 巨大魚怪獣 ゾアムルチ

### 『ウルトラマンメビウス』に登場するゾアムルチ
『ウルトラマンメビウス』第32話「怪獣使いの遺産」に登場。
CREW GUYSのドキュメントMATに記録されているムルチの別個体を、地球防衛が手薄だった10年前に地球に侵入したメイツ星人が捕獲・改良したもの。初代ではただの模様であった青い斑点は、ゾアムルチでは青い結晶のようなものとして下半身や尻尾に埋め込まれている。メイツ星人ビオの宇宙船の輸送カプセルに有事の武力手段として一種の冬眠状態で積まれており、ビオの憎しみや怒りの脳波に同調して行動し、憎しみが途切れない限り破壊を続ける。
宇宙船による破壊活動を止めようとしたウルトラマンメビウスに対するビオの怒りを感知して覚醒し、青い熱線を口から放射しながらメビウスと交戦。最後は、みやま保育園長とGUYSのアイハラ・リュウの説得に思い留まったビオの願いを受けたメビウスに胸板で熱線を受け止められ、メビュームシュートで倒された。
- スーツアクター：横尾和則
- デザインは酉澤安施が担当[26]。新撮された回想シーンでの初代ムルチにも、同じスーツが用いられている[26]。
- 小説『ウルトラマンメビウス アンデレスホリゾント』では出自と最後が異なり、初代ムルチの細胞片にビオが憎しみの念を送り続けることで誕生した強化クローン（「ゾア」とはメイツ星の言葉で「憎悪」を意味する）であるとされ、地球人という存在全体を見極める道を選んだビオの手によって地中深く封印されるという結末を辿っている。咆哮によって大気を震わせることで豪雨を降らせる能力を持つことが作中で推察されており、裏設定ではスペシウム光線で死滅しなかった細胞を基とするため、スペシウム耐性を備えているとされている。

### 『ウルトラギャラクシー大怪獣バトル』に登場するゾアムルチ
『ウルトラギャラクシー大怪獣バトル』第9話「ペンドラゴン浮上せず！」に登場。
惑星ボリスの海底に出現。スペースペンドラゴンに迫るが、レイの放ったエレキングと海中で対決し、エレキングの放電攻撃によって倒される。
- スーツアクター：横尾和則

### 『大怪獣バトル ウルトラ銀河伝説 THE MOVIE』に登場するゾアムルチ
映画『大怪獣バトル ウルトラ銀河伝説 THE MOVIE』に登場。
ウルトラマンベリアルのギガバトルナイザーの力で怪獣墓場から復活し、ベリアル軍団の1体となる。怪獣墓場でウルトラ戦士やレイの怪獣たちを迎え撃つ。ウルトラマンメビウスと戦うが、最後はメビウスのメビュームシュートを受けて倒される。
また、初代ムルチがベリュドラの左腕を構成する怪獣の1体となっている。

### 『ウルトラマンギンガ 劇場スペシャル ウルトラ怪獣☆ヒーロー大乱戦!』に登場するゾアムルチ（SDI）
映画『ウルトラマンギンガ 劇場スペシャル ウルトラ怪獣☆ヒーロー大乱戦!』に登場。
ライブパッドを使った「ウルトライブシミュレーション」でヒカルがライブし、健太がライブしたドラゴリー（SDI）、友也がライブしたゼットン（SDI）と戦い、ドラゴリーとは互角に戦うものの最後は乱入してきた千草がライブしたザムシャー（SDI）により、ドラゴリーやゼットン共々倒される。
- ドラゴリーとの戦いは『A』第8話を再現しているが、勝敗は異なる[32]。

### 『ウルトラマンギンガS』に登場するゾアムルチ（SD）
『ウルトラマンギンガS』第12話「君に会うために」に登場。
ガッツ星人ボルスト（SD）がかねてから仲が悪く、さらに組織を裏切ったメトロン星人ジェイス（SD）と決着をつけるべくモンスライブする。ボルストの強い怒りを感じ取ったかのように暴れ、ジェイスを助けようとしたウルトラマンギンガやウルトラマンビクトリーさえも跳ね除けてジェイスを一方的に痛めつけるが、ジェイスの宇宙ケミカルライトを使ったオタ芸で動きが止まったところを、ウルトラショットとビクトリウムシュートの同時攻撃で倒される。
- スーツアクター：桑原義樹
- 第12話を監督した田口清隆は、ムルチには対戦相手であるメトロン星人（ジェイス）ともども想い入れの強いファンがいるため、反発を受けるのではないかという強迫観念にも囚われたが、田口自身も思い入れがあるため、強い敬意を持って遊んだと述べている[36]。
- 第12話の戦闘シーンは、『ウルトラセブン』第8話の夕景と『帰ってきたウルトラマン』第33話の戦闘シーンの動きを組み合わせた双方へのオマージュとなっている[36]。
- この作品を最後に、着ぐるみは『ウルトラマンオーブ』のマガジャッパへ改造された[要出典]。

## その他
- 漫画『かがやけ ウルトラの星』では、怪獣軍団の一員として登場。巨大ヤプールに率いられて四国に出現し、ウルトラマンAと戦う。
- 漫画『ウルトラマンSTORY 0』第5話「失われた光」では、普通の食用魚として登場する。
- 『ウルトラマンタイガ』
  - 第18話では、ムルチの水煮缶が登場している[37][38]。
  - ボイスドラマでは、グア軍団の外宇宙侵略機械化部隊戦闘隊長イムビーザの配下に機械改造されたオリジナル怪獣改造ムルチが登場している[39]。